# 욱보사

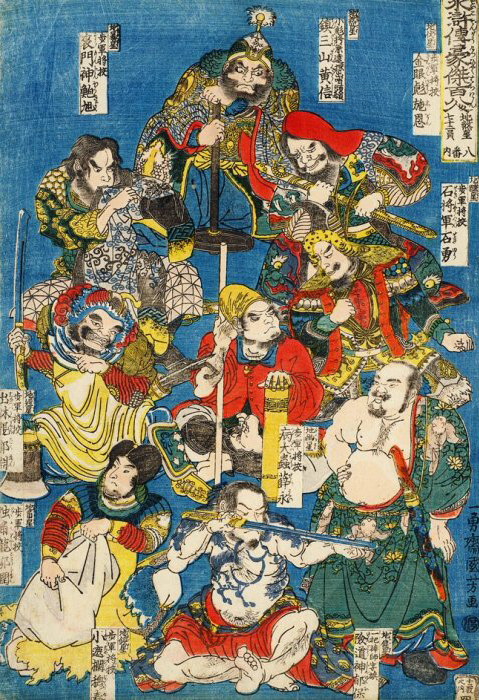

욱보사(郁保四)는 중국의 사대기서(四大奇書) 중 하나인 《수호전》(水滸傳)에 등장하는 인물로, 108성 중 105위이자 지살성(地煞星)의 지건성(地健星)에 해당한다. 별호는 험도신(險道神)으로 키는 양산박 108명의 인물 중 최고 신장이며 힘이 센 사람이기도 하다.

## 생애
처음에는 증두시(曾頭市) 증롱의 휘하로 등장한다. 양산박의 단경주가 양림, 석용과 북방에서 사들인 군마를 욱보사가 빼앗은 것이 증두시와 양산박의 두 번째 싸움의 발단이 된다. 그러나 증두시의 패색이 짙어지자 양산박 쪽으로 돌아섰고, 이후 양산박의 일원이 되었다.
양산박에서는 주로 기수(旗手) 노릇을 했고, 전호군과의 전투에서는 부상을 당하면서도 수자기(帥字旗)를 지켜냈다. 방랍 정벌의 청계현 전투에서 적장 두미가 날린 비도에 전사하였다.